# Galla (Ehefrau Theodosius’ I.)
Galla (* 374/375; † 394) war eine spätantike römische Kaiserin. Als Tochter Valentinians I. und Frau Kaiser Theodosius’ I. war sie ein Bindeglied zwischen der valentinianischen und der theodosianischen Dynastie.
Galla wurde als jüngste Tochter Valentinians I. und Justinas geboren. Ihre älteren Geschwister waren Valentinian II. und die beiden Schwestern Iusta und Grata. Nach dem Tod von Gallas Vater 375 wurde ihr Bruder, zu dieser Zeit erst vierjährig, als Valentinian II. zum Kaiser erhoben. Er residierte mit seiner Familie meist in Mediolanum (Mailand). Als 387 der Usurpator Magnus Maximus in Italien einmarschierte, musste Galla mit ihrer Familie nach Thessalonike fliehen. Dort begegnete sie Kaiser Theodosius, dessen Frau Aelia Flaccilla kurz zuvor gestorben war. Justina nahm ihm das Versprechen ab, den Usurpator Maximus anzugreifen und ihrem Sohn wieder auf den Thron zu verhelfen, und verheiratete ihn im Gegenzug mit ihrer Tochter Galla. Der Geschichtsschreiber Zosimos berichtet, Galla habe dank ihrer besonderen Schönheit einigen Einfluss auf ihren Mann ausgeübt. Dadurch sei sie in Konflikt mit ihrem Stiefsohn Arcadius gekommen, dem Sohn der Flaccilla, der sie 390 in Abwesenheit seines Vaters sogar aus dem Palast in Konstantinopel werfen ließ. Als ihr Bruder Valentinian II. 392 starb, war Galla zutiefst erschüttert. Sie gebar ihrem Mann eine Tochter, Galla Placidia, die später eine bedeutende Kaiserin wurde. Nach einer weiteren Schwangerschaft starb Galla 394.